# Tagbina
Tagbina è una municipalità di quarta classe delle Filippine, situata nella Provincia di Surigao del Sur, nella Regione di Caraga.
Tagbina è formata da 25 baranggay:
- Batunan
- Carpenito
- Doña Carmen
- Hinagdanan
- Kahayagan
- Lago
- Maglambing
- Maglatab
- Magsaysay
- Malixi
- Manambia
- Osmeña
- Poblacion

- Quezon
- San Vicente
- Santa Cruz
- Santa Fe
- Santa Juana
- Santa Maria
- Sayon
- Soriano
- Tagongon
- Trinidad
- Ugoban
- Villaverde